# Stalken (Zutendaal)
Stalken is een gehucht ten zuidoosten van Zutendaal. Vroeger werd de naam geschreven als Stalleken.
Stalken ligt in een bosrijke omgeving. Van hieruit voeren wegen naar de gehuchten Bessemer, Roelen, Broek en, langs de Mandelkapel, naar het dorp Zutendaal.
In Stalken bevindt zich een veldkapel, gewijd aan Onze-Lieve-Vrouw van Rust.

## Schans
Ook is er in Stalken een schans aangelegd, de Stalkerschans, waarvan voor het eerst sprake was in 1602, maar die waarschijnlijk eind 16e eeuw werd opgericht. Zij lag enkele honderden meters ten westen van Stalken. De schans, 1 ha 23 a groot, was ook bedoeld voor de bewoners van Besmer, Roelen en Broek. Het schanseiland, 43 a groot, bood plaats aan de 24 gezinnen, die in deze gehuchten woonden, waartoe de schans in 24 parken was ingedeeld. De schansgracht werd gevoed door lokale bronnen, niet door de nabijgelegen Bezoensbeek, welke vlak bij Stalken ontspringt.
De schans bewees diensten toen er allerhande vreemde troepen door de omgeving zwierven: In 1590 werd de kerk van Zutendaal platgebrand, in 1625 werden 9 boerderijen in brand gestoken, in 1636 en 1649 waren er plunderingen door de Kroaten respectievelijk de Lotharingers. De laatsten plunderden overigens ook de schans.
Pas in 1948 kwamen alle 24 parken in handen van één particuliere eigenaar. Tegenwoordig is de schans, nog duidelijk in het landschap aanwezig en gelegen in het moerassige dal van de Bezoensbeek, een natuurgebied.